# Die Schweiz während des Westfeldzuges

Bahnhof Bern, 2. Kriegsmobilmachung, Soldaten auf den offenen Plattformen von Personenwagen (11. Mai 1940)

Die neutrale Schweiz hatte vor dem Westfeldzug Hitlers vom Mai 1940 mit einem Durchmarsch sowohl deutscher wie französischer Truppen zu rechnen. Es wurden deshalb operative Verteidigungs-Vorbereitungen getroffen.
Im Gegensatz zur im Juli 1940, nach dem Fall Frankreichs, beschlossenen Reduit-Strategie in den Alpen fokussierte sich General Henri Guisans Konzept zuvor noch auf eine weiträumigere Verteidigung des Landes (siehe z. B. Limmatstellung). Man sah – vor dem Kriegseintritt Mussolinis – eine Neutralitäts-Verletzung sowohl durch Deutschland wie durch Frankreich im Bereich des Möglichen.
Zwar hatte Hitler bei einem Empfang von Alt-Bundesrat Edmund Schulthess das Versprechen abgegeben, die Schweiz im Falle eines Krieges zu verschonen: Sie diene Deutschland bei mobilisierter Truppe als Flankenschutz gegen die Franzosen, was nicht zuletzt auch der Einsparung von Truppen und Ressourcen für Deutschland selber dienlich sei.
Hitlers Verhalten in der Vorkriegs-Phase mit dem Bruch zahlreicher abgegebener Versprechen und Verträge (siehe z. B. Münchner Abkommen) bot allerdings keinerlei Veranlassung, diesen Beteuerungen zu glauben. Es wurde daher – unter teilweiser Verletzung des Neutralitätsrechts – unter dem Decknamen Plan H auf einer geheimen Vereinbarung mit der französischen Armeeführung aufgebaut, welche im Falle eines deutschen Einmarsches eine französische Hilfestellung vorsah.
Die Deutsche Wehrmacht bemühte sich, durch Truppenbewegungen am Rhein, inklusive Pontoniertruppen mit Brückenelementen, den Anschein aufrechtzuerhalten, hier könnte ein Angriff stattfinden, in der Absicht, während ihres Vorstosses im Norden französischen Truppen im Süden zu binden.
Es hatte für Hitler bzw. die Wehrmacht zahlreiche Vorteile, die
Maginot-Linie nördlich (und nicht südlich durch die Schweiz) zu umgehen: Es sollten Stützpunkte gewonnen werden, um England aus der Nähe zu bedrohen, und außerdem war die Hauptstadt Paris so auf kürzerem Wege erreichbar. Dieses Konzept stand gemäß R.A.C. Parker immer und unangefochten im Vordergrund.
Für Guisan galt es, ungeachtet des Plan H weiterhin auch ein Augenmerk auf Frankreich zu haben: Ein Durchmarsch durch die Schweiz für einen Entlastungs-Angriff in den Rücken des Gegners lag durchaus im Bereich des Möglichen.
Weiter komplizierend wirkte sich ferner auch Mussolinis Kriegseintritt kurz vor Ende des deutschen Westfeldzuges aus.